# Jubileu (Torá)

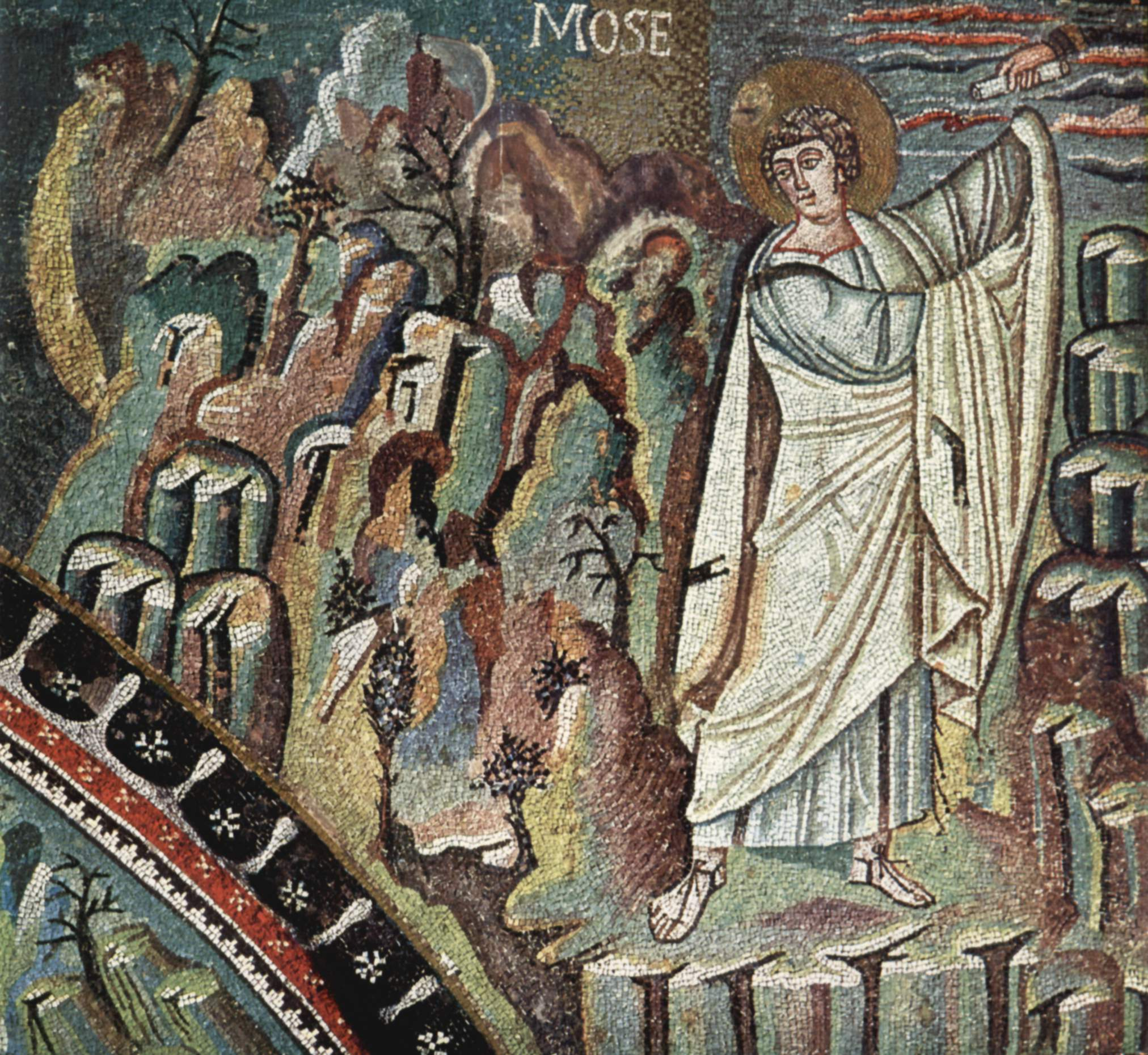
O Jubileu serve ao propósito de limitar a concentração de recursos produtivos nas mãos de poucos. ~ Jacob Rosenberg e Abi Weiss.

O jubileu, na Torá, é o ano seguinte a uma "semana de semanas" de anos.
Assim como o sábado é o descanso semanal das pessoas e dos animais, a terra também tem o seu sábado: seis anos são para a semeadura, mas o sétimo ano é de descanso.
Após sete períodos de sete anos, o quinquagésimo ano é santificado - este é o ano do jubileu.
Pelos cálculos de James Ussher, que utiliza um intervalo de 49 anos entre dois jubileus consecutivos, o primeiro jubileu foi celebrado no ano 1445 a.C., o primeiro jubileu em Canaã em 1396 a.C., os jubileus continuaram sendo celebrados durante o cativeiro na Babilônia, com o 18o ocorrendo em 563 a.C. e o 30o jubileu, em 26 d.C., coincidiu com o 30o ano de Jesus..
Alguns estudiosos da Bíblia, afirmam que os versículos 8 a 17 do Capítulo 25 do Levítico preveem uma reforma agrária que deveria ocorrer a cada 50 anos (ano do jubileu).